# Liste des films projetés par le Kinétoscope
Cet article liste les films tournés avec la  caméra Kinétographe, première caméra du cinéma, et vus (visionnement individuel) grâce au Kinétoscope. La grande majorité d'entre eux furent tournés durant les années 1890, avant l'apparition de la caméra Cinématographe, et c'est une démonstration du Kinétoscope qui a incité Antoine Lumière à demander à ses fils d'imaginer une machine concurrente plus adaptée à leurs clients : les photographes amateurs. « Cent quarante-huit films sont tournés entre 1890 et septembre 1895 par Dickson et William Heise. » L'inventeur du Kinétoscope est Thomas Edison, mais c'est son employé, William K.L. Dickson, le premier réalisateur du cinéma, qui acheva la mise au point de ces deux appareils complémentaires, avec l'aide de William Heise.
Les films sont classés par année
- 1890 : Monkeyshines, No. 1
- 1890 : Monkeyshines, No. 2
- 1890 : Monkeyshines, No. 3
- 1891 : Newark Athlete
- 1891 : Monkey and Another, Boxing
- 1891 : Men Boxing
- 1891 : Duncan Smoking
- 1891 : Duncan or Devonald with Muslin Cloud
- 1891 : Duncan and Another, Blacksmith Shop
- 1891 : Dickson Greeting
- 1892 : Wrestling
- 1892 : Man on Parallel Bars
- 1892 : A Hand Shake
- 1892 : Fencing
- 1892 : Boxing
- 1893 : Horse Shoeing
- 1894 : Wrestling Match
- 1894 : The Wrestling Dog
- 1894 : Whirlwind Gun Spinning
- 1894 : Unsuccessful Somersault
- 1894 : Trapèze
- 1894 : Trained Bears
- 1894 : Sioux Ghost Dance
- 1894 : Ruth Dennis
- 1894 : Rat Killing
- 1894 : The Pickaninny Dance, from the 'Passing Show'
- 1894 : Oriental Dance
- 1894 : Organ Grinder
- 1894 : Miss Lucy Murray
- 1894 : Men on Parallel Bars
- 1894 : The Hornbacker-Murphy Fight
- 1894 : Highland Dance
- 1894 : Hadj Cheriff
- 1894 : Glenroy Bros., No 2
- 1894 : French Dancers
- 1894 : Fred Ott Holding a Bird
- 1894 : Fancy Club Swinger
- 1894 : Edison Employee Picnic
- 1894 : Dogs Fighting
- 1894 : Cupid's Dance
- 1894 : Corbett and Courtney Before the Kinetograph
- 1894 : The Cock Fight
- 1894 : Cock Fight, No 2
- 1894 : The Carnival Dance
- 1894 : Carmencita
- 1894 : Caicedo (with Spurs)
- 1894 : Caicedo (with Pole)
- 1894 : Buffalo Dance
- 1894 : Buffalo Bill
- 1894 : Bucking Broncho
- 1894 : Boxing Match
- 1894 : Les Chats boxeurs [2]
- 1894 : Boxing
- 1894 : Bertoldi (Table Contortion)
- 1894 : Bertoldi (Mouth Support)
- 1894 : A Bar Room Scene
- 1894 : The Barbershop
- 1894 : Band Drill
- 1894 : Athlete with Wand
- 1894 : Armand D'Ary
- 1894 : Annie Oakley
- 1894 : Annabelle Sun Dance
- 1894 : Butterfly Dance
- 1894 : Amateur Gymnast, No. 2
- 1894 : Edison Kinetoscopic Record of a Sneeze
- 1894 : Sandow [3]
- 1894 : The Widder
- 1894 : Topack and Steele
- 1894 : Fire Rescue Scene
- 1894 : Finale of 1st Act, Hoyt's 'Milk White Flag'
- 1894 : Dance
- 1895 : Dickson Experimental Sound Film
- 1895 : Robetta and Doretto, No. 3
- 1895 : New Bar Room
- 1895 : John W. Wilson and Bertha Waring
- 1895 : Elsie Jones, No. 2
- 1895 : Billy Edwards and the Unknown
- 1895 : Annabelle Serpentine Dance
- 1895 : Robetta and Doretto, No. 1
- 1895 : The Rixfords, No. 2
- 1895 : The Rixfords, No. 1
- 1895 : Elsie Jones
- 1895 : Chinese Laundry Scene
- 1896 : The Tramp: Milk White Flag
- 1897 : Butterfly Dance
- 1897 : Columbia Bicycle Factory
- 1898 : The Vatican Guards, Rome
- 1899 : King John
- 1899 : Wreck of the S.S. 'Paris'
- 1899 : Wreck of the 'Mohican'
- 1899 : 'Sagasta', Admiral Dewey's Pet Pig
- 1899 : Officers of the 'Olympia'
- 1899 : Jack Tars Ashore
- 1899 : Admiral Dewey
- 1899 : Harbor of Villefranche
- 1899 : A Dip in the Mediterranean
- 1903 : Cock Fight, No 2
- 1903 : Pope Leo XIII Passing Through Upper Loggia
- 1903 : Pope Leo XIII in His Carriage